# Tomanowe Stoły

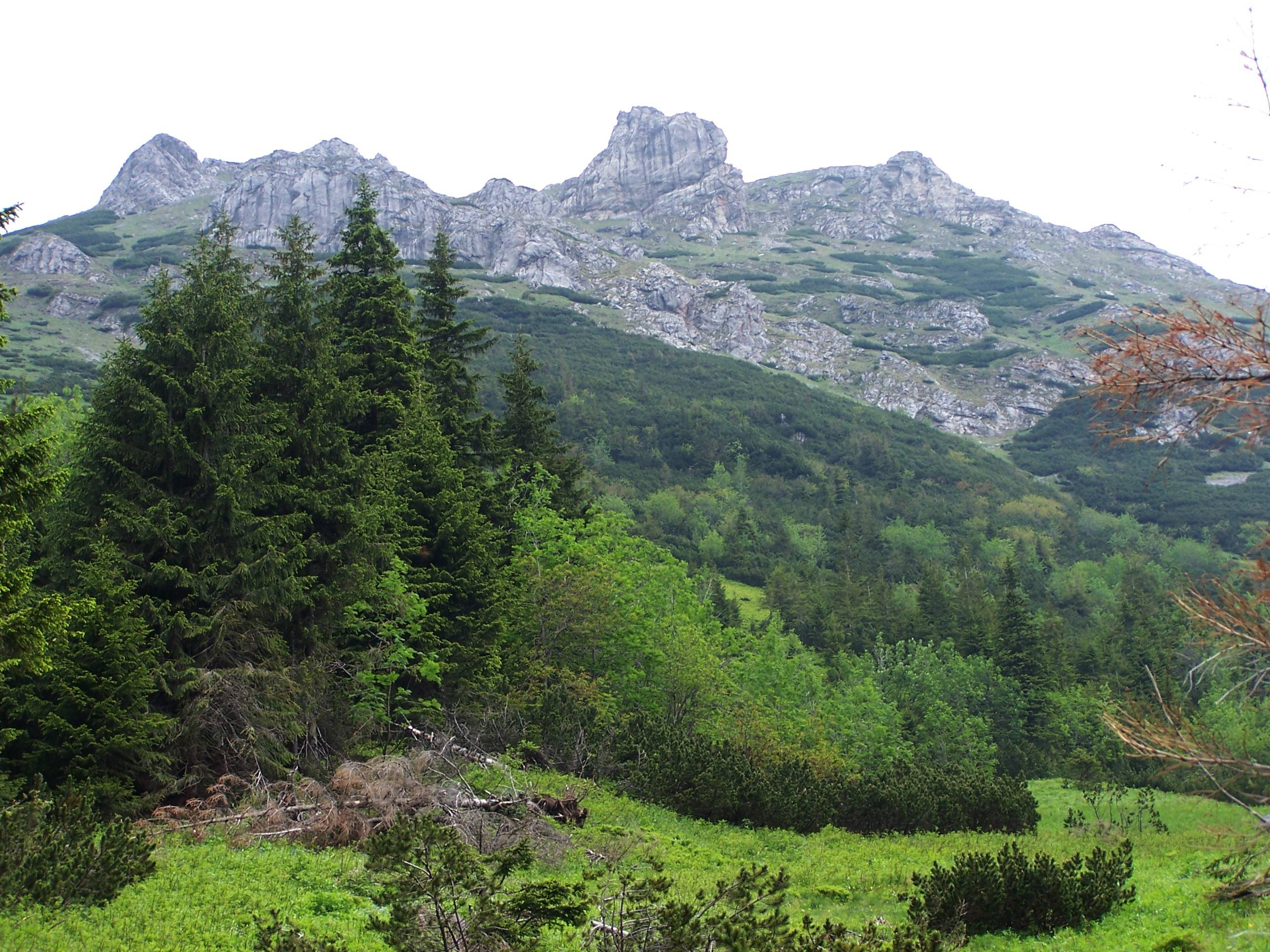
Tomanowe Stoły – widok z Doliny Tomanowej

Stoły (dla odróżnienia od innych o tej samej nazwie nazywane Tomanowymi Stołami) – skałki i turnie w południowej grani Ciemniaka w Tatrach Zachodnich, pomiędzy Małą Przełączką (ok. 1915 m) a Tomanową Przełęczą (1686 m). Znajdują się w samej grani oraz pod granią, na jej zachodnich stokach, opadających do Doliny Tomanowej. Zbudowane są z osadowych skał węglanowych. Największa z nich Głazista Turnia ma wysokość 1953 m n.p.m. Bogata gatunkowo flora. Z rzadkich roślin rosną tutaj ostrołódka polna i mietlica alpejska – rośliny w Polsce występujące tylko w Tatrach i to na nielicznych stanowiskach. Rośnie tutaj także rzadki w Polsce starzec pomarańczowy.
Jest to nazwa ludowego pochodzenia, w Tatrach istnieje jeszcze wiele innych obiektów o nazwie Stoły.
Rejon ten nie jest udostępniony turystycznie.
W Tomanowych Stołach znajduje się jaskinia Dziura w Stole.